# Tennistoernooi van Rosmalen
Het tennistoernooi van Rosmalen is een jaarlijks terugkerend toernooi dat wordt gespeeld op de grasbanen van het Autotron Expodome in de Nederlandse plaats Rosmalen. De grote internationale tennisbonden ATP, WTA en ITF erkennen Rosmalen niet, en spreken van 's-Hertogenbosch.
De gesponsorde naam van het toernooi – voorheen Heineken Trophy (1996–2001), Ordina Open (1995, 2002–2009), Unicef Open (2010–2012), Topshelf Open (2013–2015) en Ricoh Open (2016–2017) – is sinds 2018 Libéma Open.
In 2020 en 2021 werd dit toernooi niet gespeeld, vanwege de coronapandemie.
Het toernooi bestaat uit twee onderdelen:
- WTA-toernooi van Rosmalen, het toernooi voor de vrouwen
- ATP-toernooi van Rosmalen, het toernooi voor de mannen